# Fuggerschloss Oberkirchberg

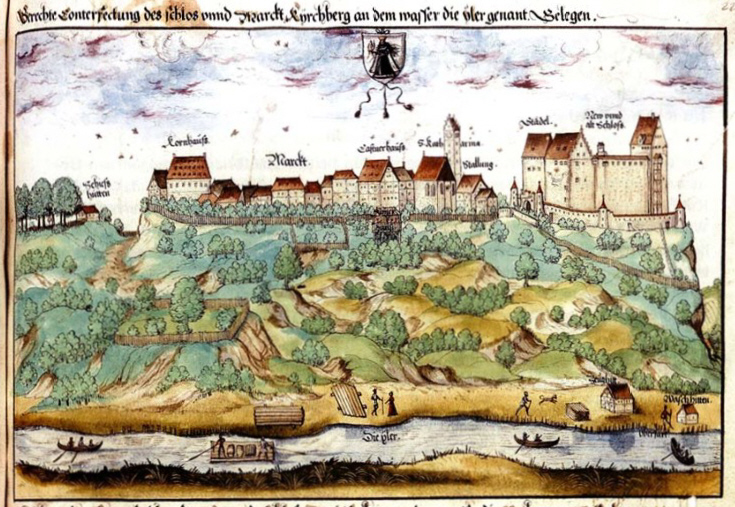
Ansicht von Kirchberg über der Iller

Das Fuggerschloss Oberkirchberg ist ein Schloss der Fugger von Kirchberg in Oberkirchberg auf einem Hügel über dem Illertal in der Gemeinde Illerkirchberg im östlichen Alb-Donau-Kreis in Baden-Württemberg.

## Geschichte
1087 wurde erstmals Chirchberg und mit ihm die Grafen von Kirchberg erwähnt. Sie sind eine 1510 erloschene, nicht mit den beiden gleichnamigen thüringischen und österreichischen Geschlechtern identische schwäbische Hochadelsfamilie mit dem Besitzzentrum südlich von Ulm, zu beiden Seiten der Iller.
Der Stammsitz der Kirchberger lag wahrscheinlich in Unterkirchberg, in der heutigen Gemeinde Illerkirchberg. Gegen Ende des 11. Jahrhunderts wurde er illeraufwärts nach Oberkirchberg verlegt, wo eine Höhenburg entstand.
Besitznachfolger der hochverschuldeten letzten Kirchberger wurde zunächst Herzog Georg der Reiche von Bayern-Landshut (1481/98) und danach König Maximilian (1504).
Die Familie der Fugger von Kirchberg entstand nach dem Erwerb der Grafschaft Kirchberg und der Herrschaften Weißenhorn, Wullenstetten, Pfaffenhausen und Resten der früheren Grafschaft Marstetten im Jahr 1507 durch Jakob Fugger „den Reichen“.
Raymund Fugger wurde 1535 zum Reichsgrafen erhoben, als König Ferdinand I. am 20. Juni 1535 ein Privileg erließ, wonach die Fugger sich Grafen zu Kirchberg, Weißenhorn und Marstetten nennen durften. Stammvater der Linie Fugger von Kirchberg und zu Weißenhorn war schließlich Georg Fugger (1518–1569), zweiter Sohn von Raymund Fugger.
1589 wurde das Schloss zum Teil durch Hangrutsch zerstört, 1764/67 wurde es durch Franz Anton Bagnato ausgebaut.
Die Grafen Fugger von Kirchberg haben bis heute ihren Sitz auf dem Fuggerschloss Oberkirchberg.

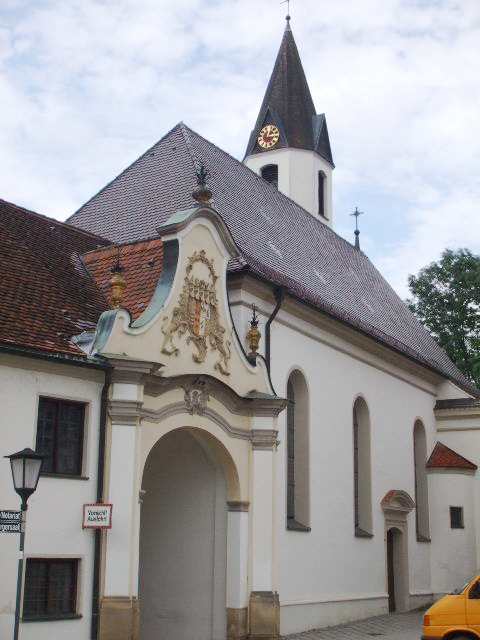
Eingang zum Schloss Oberkirchberg und zur Kirche St. Sebastian

## Baubeschreibung
- Fuggerschloss: Dreigeschossiger, frühklassizistischer, dreiflügeliger Bau um trapezförmigen Binnenhof, Schlossportal mit Rokokogiebel
- Parkanlage
- Kath. Pfarrkirche St. Sebastian an der Südseite der Anlage, 1514 durch Jakob Fugger erbaut, 1692 Neubau, 1789 und 1901 verändert und erweitert